# Chrysorychia
Chrysorychia là một chi bướm ngày thuộc họ Lycaenidae.